# Asura inconspicua
Asura inconspicua är en fjärilsart som beskrevs av Moore 1878. Asura inconspicua ingår i släktet Asura och familjen björnspinnare. Inga underarter finns listade i Catalogue of Life.